# 172Girls
172Girls，是由江蘇衛視在2020年《江蘇衛視618超級晚》時，乐华娱乐、觉醒东方与酷漾娛樂旗下藝人推出的“限定女團”，目前僅有一次以團體名義活動。成員包括：金子涵、曾可妮、刘令姿、戴燕妮 。

## 發展歷程
2020年5月30日，《青春有你2》最终集直播，金子涵排名十一、曾可妮第十三、刘令姿第十四、戴燕妮第二十，无法在最终出道团THE9出道。2020年6月3日江苏卫视宣布观众心中的意难平的这四位训练生们将参加天猫6月16日的晚会官宣以限定团出道。

## 成員資料
| 姓名   | 出生地 | 出生日期      | 經紀公司 | 最终排名 | 备注  |
| ------ | ------ | ------------- | -------- | -------- | ----- |
| 金子涵 | 山东   | 1999年2月5日  | 乐华娱乐 | 11       | [ 4 ] |
| 曾可妮 | 湖北   | 1993年6月9日  | 觉醒東方 | 13       | [ 4 ] |
| 刘令姿 | 四川   | 1998年4月6日  | 觉醒東方 | 14       | [ 5 ] |
| 戴燕妮 | 遼寧   | 1993年7月29日 | 酷漾娱乐 | 20       | [ 6 ] |

## 影視作品
- 关于成员单獨出演的节目，请参照成员个人条目。

### 综艺节目
| 年份   | 日期            | 播放频道/平台 | 节目名称      | 备注     | 出演成员 |
| ------ | --------------- | ------------- | ------------- | -------- | -------- |
| 2020年 | 3月12日-5月30日 | 愛奇藝        | 《青春有你2》 | 出道综艺 | 全员     |

## 活动

### 活动見面會/宣傳/發布會
| 日期          | 地點 | 主題        | 備註 |
| 2020年6月16日 |      | 天猫618晚会 |      |